# 1986 à Terre-Neuve-et-Labrador
Chronologie de Terre-Neuve-et-Labrador
- 1982
- 1983
- 1984
- 1985
- 1986
- 1987
- 1988
- 1989
- 1990

Cette page concerne des événements d'actualité qui se sont produits durant l'année 1986 dans la province canadienne de Terre-Neuve-et-Labrador.

## Politique
- Premier ministre : Brian Peckford
- Chef de l'Opposition :
- Lieutenant-gouverneur :
- Législature :

## Événements

Le drapeau de la communauté francophone des Franco-terreneuviens de Terre-Neuve-et-Labrador au Canada.

- Création du drapeau franco-terreneuvien qui devient le symbole du peuple des francophone de la province.

## Naissances

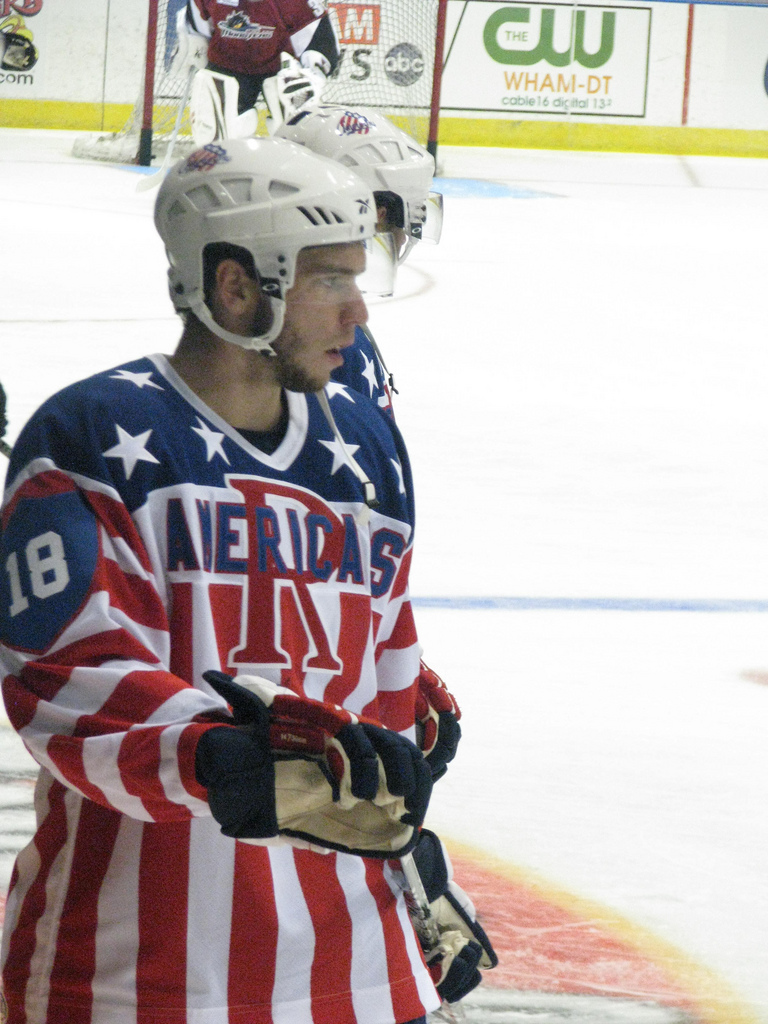
Andrew Sweetland

- 9 mars : Colin Peter Greening (né à Saint-Jean) est un joueur canadien professionnel de hockey sur glace. Greening est un membre des Sénateurs d'Ottawa de la Ligue nationale de hockey (LNH), qui l'a enrôlé lors du repêchage de 2005.

- 21 octobre : Andrew Sweetland (né à Bonavista) est un joueur professionnel de hockey sur glace canadien.